# Martine Ek Hagen
Martine Ek Hagen, née le 4 avril 1991, est une fondeuse norvégienne qui a commencé sa carrière en 2008.

## Biographie
Elle prend part depuis la saison 2011 à la Coupe du monde. Elle monte sur son premier podium en Coupe du monde avec le relais lors d'une victoire à Gällivare le 25 novembre 2012, elle représente avec Heidi Weng l'avenir du fond norvégien. En individuel, son premier podium a lieu en janvier 2015 lors d'un skiathlon disputé à Rybinsk.

## Palmarès

### Championnats du monde
| Épreuve / Édition           | Sprint                           | Sprint    | 10 km | 10 km                            | Poursuite / Skiathlon 2 × 7,5 km | 30 km | Relais | Relais  |
| Épreuve / Édition           | libre                            | classique | libre | classique                        | Poursuite / Skiathlon 2 × 7,5 km | 30 km | Sprint | 4 × 5km |
| Mondiaux 2013 Val di Fiemme | Épreuve inexistante à cette date | —         | 10e   | Épreuve inexistante à cette date | —                                | —     | —      | —       |
| Mondiaux 2015 Falun         | Épreuve inexistante à cette date | —         | —     | Épreuve inexistante à cette date | 12e                              | 12e   | —      | —       |

Légende :
- : pas d'épreuve
- — : Non disputée

### Coupe du monde
- Meilleur classement général : 47e en 2012.
- 3 podiums : 
  - 1 podium en épreuve individuelle : 1 victoire.
  - 2 podiums en épreuve par équipes, dont 1 victoire, 0 deuxième place et 1 troisième place.

#### Victoires
| Date           | Lieu    | pays   | Compétition |
| -------------- | ------- | ------ | ----------- |
| 25janvier 2015 | Rybinsk | Russie | 15 km PU    |

Légende :

TC = classique

TL = libre

MS = départ en masse

HS = départ avec handicap

PU = poursuite
| Saison / Épreuve | Général | Général | Distance | Distance | Sprint | Sprint | Tour de ski depuis 2007 | Finales depuis 2008              | Nordic Opening depuis 2011 |
| ---------------- | ------- | ------- | -------- | -------- | ------ | ------ | ----------------------- | -------------------------------- | -------------------------- |
| Saison / Épreuve | Place   | Points  | Place    | Points   | Place  | Points | Tour de ski depuis 2007 | Finales depuis 2008              | Nordic Opening depuis 2011 |
| 2011             | 126e    | 1       | 92e      | 1        | -      | -      | -                       | -                                | -                          |
| 2012             | 47e     | 148     | 33e      | 90       | -      | -      | -                       | 9e                               | -                          |
| 2013             | 49e     | 120     | 37e      | 80       | -      | -      | -                       | -                                | 13e                        |
| 2014             | 58e     | 86      | 43e      | 50       | -      | -      | -                       | 14e                              | -                          |
| 2015             |         |         |          |          | -      | -      | -                       | Épreuve inexistante à cette date | 13e                        |

### Championnat du monde junior
En une participation aux Championnats du monde juniors, Martine Ek Hagen les réussit avec un titre mondial en relais et une médaille d'argent en poursuite, elle rate de peu la médaille sur le 5 km avec 4e place derrière sa compatriote Heidi Weng.
| Épreuve / Édition    | Sprint        | Sprint        | 5 km  | 5 km          | Poursuite 2 × 5 km | Relais        |
| -------------------- | ------------- | ------------- | ----- | ------------- | ------------------ | ------------- |
| Épreuve / Édition    | libre         | classique     | libre | classique     | Poursuite 2 × 5 km | Relais        |
| Mondiaux 2011 Otepää | pas d’épreuve | pas d’épreuve | 4e    | pas d’épreuve | Médaille d'argent  | Médaille d'or |

### Championnats du monde des moins de 23 ans
- Erzurum 2012 :
  - Médaille d'or sur le skiathlon.
  - Médaille de bronze sur le 10 km classique.
- Val di Fiemme 2014 :
  - Médaille d'or sur le skiathlon.
  - Médaille d'or sur le 10 km classique.